# One World (ぱすぽ☆のアルバム)
『One World』（ワンワールド）は、ぱすぽ☆の2ndアルバム。2012年11月14日に ユニバーサルJから発売された。

## 概要
ぱすぽ☆の世界一周空の旅、エアライン3部作の終着点となるコンセプト･アルバム。LAメタルがテーマの「Next Flight」、ジャパニーズパンクがテーマの「夏空HANABI」、GERMANメタルがテーマの「WING」を含む全15曲を収録している。
販売形態は、ファーストクラス盤（CD＋DVD）とエコノミークラス盤（CDのみ）の2種リリース。ファーストクラス盤には「One Worldフェス」（2012年11月18日、於：品川ステラボール）の参加券＋握手券が封入されており、特典映像として初のDance Shot Ver.が収録されている。

## 販売形態
- ファーストクラス盤（UPCH-9791）：CD+DVD、「One Worldフェス」の参加券＋握手券封入
- エコノミークラス盤（UPCH-1897）：CD

## 収録曲
1. Departure
作曲・編曲：ペンネとアラビアータ
2. Next Flight
作詞・作曲：Anders Wikstrom・Peter Mansson・Mats Leven、日本語詞：ペンネとアラビアータ、編曲：Cobra Endo
4thシングル表題曲。
3. Final Vision
作詞：ペンネとアラビアータ、作曲：Erik Lidbom・SHIROSE from WHITE JAM、編曲：Erik Lidbom
4. Love Diary
作詞・作曲：ペンネとアラビアータ、編曲：Adoriano Spinesi
H.I.S.「ウィンターバーゲン」CMソング（関西地区限定）[2]。
5. WING
作詞：ペンネとアラビアータ、作曲・編曲：Erik Lidbom
6thシングル表題曲。
6. WANTED!!
作詞：ペンネとアラビアータ、作曲・編曲：BubbleGumHero
7. 夏空HANABI
作詞：ペンネとアラビアータ、作曲：Adoriano Spinesi、編曲：石也寸志
5thシングル表題曲。
8. 君は僕を好きになる
作詞：大華奈央香、作曲：corin.、編曲：corin.・michitomo
3rdシングル表題曲。
9. 2DAYS
作詞：ペンネとアラビアータ、作曲・編曲：Steve Smith・Anthony Anderson ・Dane Anthony DeViller・Sean Syed Hosein・Schara Taylor Chalmers
6thシングルカップリング曲。
10. Tap My Toe
作詞：ペンネとアラビアータ、作曲：Stefan Nilsson・Danne Fernstrom・Jimmy Westerlund、編曲：Jimmy Westerlund
11. Pock☆Star
作詞：ペンネとアラビアータ、作曲：Tord Backstrom・Jan Nilsson、編曲：明石昌夫
4thシングルカップリング曲。
12. ピンクのパラシュート
作詞・作曲：松永天馬、編曲：アーバンギャルド
5thシングルカップリング曲。
13. 君色のサンバ
作詞：葵井月子、作曲：松木智恵子、編曲：mukai(SpiralS)
14. With xxxx
作詞・作曲：ペンネとアラビアータ、編曲：Adoriano Spinesi
3rdシングルカップリング曲。
15. Dear My Friends 
作詞・作曲：ペンネとアラビアータ、編曲：石也寸志
5thシングルカップリング曲。

## DVD収録内容
<Music Video>
- 君は僕を好きになる
- Next Flight
- 夏空HANABI
- WING
- Love Diary

<特典映像>
- Next Flight (Dance Shot Ver.)
- 夏空HANABI (Dance Shot Ver.)
- WING (Dance Shot Ver.)